# Ben Verweij
Bernard Willem Jan Verweij, detto Ben (Medan, 31 agosto 1895 – Amsterdam, 14 luglio 1951), è stato un calciatore olandese di ruolo centrocampista.

## Carriera
A livello di club, Ben Verweij ha giocato nelle file del Koninklijke Haarlemsche Football Club dal 1918 al 1924.
Ha giocato anche undici partite con la maglia della Nazionale olandese, esordendo il 9 giugno 1919 ad Amsterdam contro la Svezia e giocando la sua ultima partita l'8 giugno 1924 a Parigi, nuovamente contro gli Svedesi.
Verweij è stato convocato dalla sua Nazionale a partecipare alle edizioni dei Giochi olimpici di Anversa 1920, dove ha giocato tutte le partite vincendo la medaglia di bronzo, e di Parigi 1924, dove ha giocato soltanto contro la Svezia.

## Palmarès

### Nazionale
- Bronzo olimpico: 1

Olanda: Anversa 1920

## Statistiche

### Cronologia presenze e reti in Nazionale
| Cronologia completa delle presenze e delle reti in nazionale ― Paesi Bassi | Cronologia completa delle presenze e delle reti in nazionale ― Paesi Bassi | Cronologia completa delle presenze e delle reti in nazionale ― Paesi Bassi | Cronologia completa delle presenze e delle reti in nazionale ― Paesi Bassi | Cronologia completa delle presenze e delle reti in nazionale ― Paesi Bassi | Cronologia completa delle presenze e delle reti in nazionale ― Paesi Bassi | Cronologia completa delle presenze e delle reti in nazionale ― Paesi Bassi | Cronologia completa delle presenze e delle reti in nazionale ― Paesi Bassi |
| Data                                                                       | Città                                                                      | In casa                                                                    | Risultato                                                                  | Ospiti                                                                     | Competizione                                                               | Reti                                                                       | Note                                                                       |
| -------------------------------------------------------------------------- | -------------------------------------------------------------------------- | -------------------------------------------------------------------------- | -------------------------------------------------------------------------- | -------------------------------------------------------------------------- | -------------------------------------------------------------------------- | -------------------------------------------------------------------------- | -------------------------------------------------------------------------- |
| 9-6-1919                                                                   | Amsterdam                                                                  | Paesi Bassi                                                                | 3 – 1                                                                      | Svezia                                                                     | Amichevole                                                                 | -                                                                          |                                                                            |
| 24-8-1919                                                                  | Stoccolma                                                                  | Svezia                                                                     | 4 – 1                                                                      | Paesi Bassi                                                                | Amichevole                                                                 | -                                                                          |                                                                            |
| 31-8-1919                                                                  | Oslo                                                                       | Norvegia                                                                   | 1 – 1                                                                      | Paesi Bassi                                                                | Amichevole                                                                 | -                                                                          |                                                                            |
| 5-4-1920                                                                   | Amsterdam                                                                  | Paesi Bassi                                                                | 2 – 0                                                                      | Danimarca                                                                  | Amichevole                                                                 | -                                                                          |                                                                            |
| 13-5-1920                                                                  | Genova                                                                     | Italia                                                                     | 1 – 1                                                                      | Paesi Bassi                                                                | Amichevole                                                                 | -                                                                          |                                                                            |
| 16-5-1920                                                                  | Basilea                                                                    | Svizzera                                                                   | 2 – 1                                                                      | Paesi Bassi                                                                | Amichevole                                                                 | -                                                                          |                                                                            |
| 28-8-1920                                                                  | Bruxelles                                                                  | Paesi Bassi                                                                | 3 – 0                                                                      | Lussemburgo                                                                | Olimpiadi 1920                                                             | -                                                                          |                                                                            |
| 29-8-1920                                                                  | Anversa                                                                    | Paesi Bassi                                                                | 5 – 4                                                                      | Svezia                                                                     | Olimpiadi 1920                                                             | -                                                                          |                                                                            |
| 31-8-1920                                                                  | Anversa                                                                    | Belgio                                                                     | 3 – 0                                                                      | Paesi Bassi                                                                | Olimpiadi 1920                                                             | -                                                                          |                                                                            |
| 5-9-1920                                                                   | Anversa                                                                    | Paesi Bassi                                                                | 1 – 3                                                                      | Spagna                                                                     | Olimpiadi 1920                                                             | -                                                                          |                                                                            |
| 8-6-1924                                                                   | Parigi                                                                     | Paesi Bassi                                                                | 1 – 1                                                                      | Svezia                                                                     | Olimpiadi 1924                                                             | -                                                                          |                                                                            |
| Totale                                                                     |                                                                            | Presenze                                                                   | 11                                                                         |                                                                            | Reti                                                                       | 0                                                                          |                                                                            |